# Miguel Casiri
Miguel Casiri (Michel Casiri ; 1710-1791) est un savant orientaliste, né en 1710 à Tripoli au Liban et mort à Madrid le 12 mars 1791.

## Biographie
Il était un religieux syro-maronite. Il reçut les ordres à Rome, enseigna les langues orientales dans cette ville, passa en Espagne où il fut attaché à la bibliothèque royale de Madrid (1748), devint membre de l'Académie d'histoire de cette ville, interprète du roi, et bibliothécaire en chef de l'Escurial (1763).

## Œuvres
On a de lui un ouvrage indispensable pour l'étude de la littérature orientale : le Bibliotheca arabico-hispana Escurialensis, Madrid, 1760-1770, 2 volumes in-folio. C'est un catalogue qui renferme tous les manuscrits arabes de l'Escurial avec des explications et d'amples extraits.